# فنلاند
فنلاند (به فنلاندی: Suomi) با نام رسمی جمهوری فنلاند (به فنلاندی: Suomen tasavalta) کشوری نوردیک در شمال اروپا است. این کشور حدود ۵٫۶ میلیون نفر جمعیت دارد و پایتخت آن شهر هلسینکی است. حدود یک میلیون نفر از جمعیت کشور در منطقه کلان‌شهری هلسینکی زندگی می‌کنند. فنلاند از شمال با نروژ، از شرق با روسیه و از غرب با سوئد مرز زمینی دارد. واحد پول این کشور یورو است.
دو زبان فنلاندی و سوئدی در این کشور رسمیت دارند. ۸۹٫۳۳ درصد از مردم کشور فنلاندی‌زبان هستند و سوئدی در چند منطقهٔ ساحلی در غرب، جنوب و منطقهٔ خودگردان جزایر الند صحبت می‌شود.
حدود ۶۸ درصد از مردم این کشور پیرو مذهب مسیحیت لوتری هستند و ۲۸ درصد نیز مذهبی نیستند.
کشور فنلاند در زبان فنلاندی، سوئومی (Suomi) نامیده می‌شود. واژه فنلاند که در فارسی به‌کار می‌رود از نام رایج این کشور در زبان فرانسه گرفته شده است.
از نظر مساحت، فنلاند هشتمین کشور در اروپا و شصت و پنجمین کشور در جهان است. فنلاند از نظر جمعیت کم‌تراکُم‌ترین کشور در اتحادیه اروپا به‌شمار می‌آید. بخش اعظمی از خاک این کشور را جنگل‌ها و دریاچه‌ها تشکیل می‌دهند و شمال این کشور به دلیل سرمای هوا کم‌تراکم‌تر از مناطق مرکزی و جنوبی است.
فنلاند از سدهٔ دوازدهم تا آغاز سدهٔ نوزدهم جزئی از سوئد بود و پس از آن در دوره‌ای تبدیل به یک دوک‌نشین بزرگ خودگردان در امپراتوری روسیه شد و این وضعیت تا انقلاب روسیه ادامه یافت. دو ماه بعد از پیروزی انقلاب اکتبر ۱۹۱۷ روسیه، هیأتی از فنلاند به دیدار لنین رفت و در مذاکره با او و سایر رهبران انقلابی روسیه، روز ششم دسامبر همان سال استقلال خود را از روسیه به دست آورد.
فنلاند یکی از کشورهایی است که هر ساله در صدر جدول کیفیت بالای زندگی در جهان قرار می‌گیرند. در سال ۲۰۲۵ این کشور برای هشتمین سال متوالی شادترین کشور دنیا شناخته شد. این کشور همچنین از تاریخ ۱۴ دسامبر ۱۹۵۵ در سازمان ملل متحد نیز عضو است. این کشور در سال ۲۰۲۳ به سازمان پیمان آتلانتیک شمالی (ناتو) پیوست.

## تاریخ
پیشینیان مردم کنونی فنلاند یعنی فین‌ها در اواخر قرن اول و در اوایل قرن دوم میلادی مهاجرت خود را از ساحل جنوبی خلیج فنلاند به سوی فنلاند آغاز کردند. تا آن زمان فنلاند تقریباً غیرمسکونی بود و فقط قوم لاپ در آن پراکنده بودند. پس از ورود فین‌ها، لاپ‌ها به سمت شمال رفتند.
در سده دوازدهم، فنلاندی‌ها برای حفظ خود در مقابل دشمنانشان، به‌ویژه روس‌ها، از سوئد کمک خواستند و بدین گونه فنلاند به تصرف سوئد درآمد.
فنلاند در طی جنگ‌های پی‌درپی میان روسیه و سوئد صدمات سختی دید. سوئد در سال ۱۸۰۹ فنلاند را به الکساندر یکم تسلیم کرد.
دراوائل قرن نوزدهم نهضت استقلال‌طلبی به رهبری کسانی چون روزنبرگ نیرو گرفت. در سال ۱۸۶۳ زبان فنلاندی رسمیت یافت. از اواخر قرن نوزدهم نهضت روسی‌سازی فنلاند به وسیلهٔ تزار نیکلای دوم آغاز شد ولی منجر به مقاومت شدید فنلاندی‌ها و اعتصابات عمومی گردید. در سال ۱۹۰۱ مردم فنلاند دارای مجلس قانونگذاری و حق رأی شدند.
با روی کار آمدن مجلس بلشویک‌ها در روسیه در ۱۹۱۷، همان مجلس، استقلال فنلاند را اعلام کرد. در ۱۹۲۰ اتحاد جماهیر سوسیالیستی شوروی نیز استقلال فنلاند را به رسمیت شناخت.
پس از جنگ جهانی دوم به‌ویژه با آغاز نیمهٔ دوم سدهٔ بیستم، فنلاند وضع طبیعی خود را به دست آورد و با وجود روابط تلخ گذشته با شوروی، هم‌اکنون دارای روابطی دوستانه با این کشور است. فنلاند رشد اقتصادی و اجتماعی خوبی دارد و توانسته در سال‌های اخیر به کشوری پیشرفته تبدیل شود.

## جغرافیا

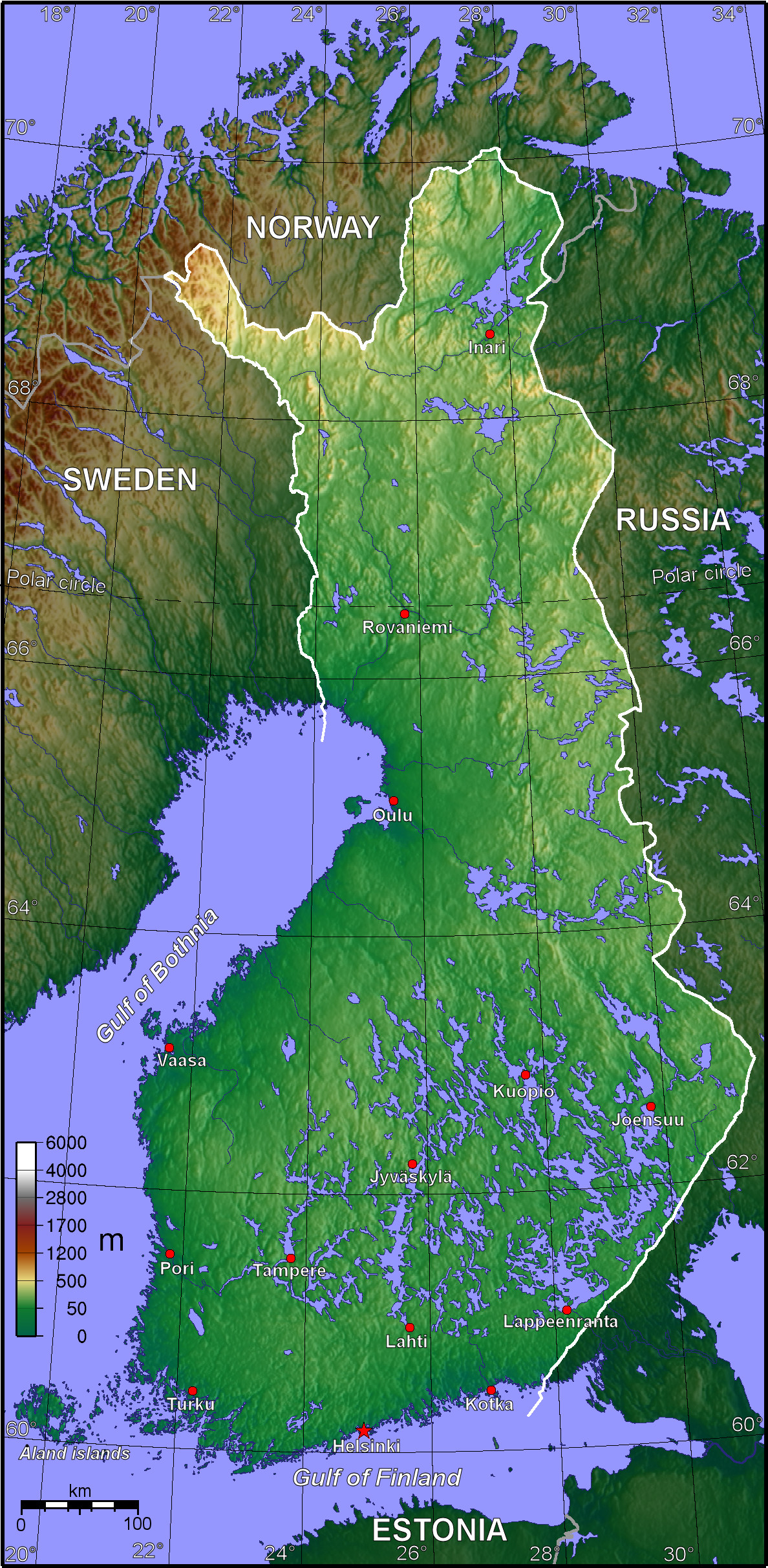
نقشه ناهمواری‌های فنلاند.

فنلاند بین طول جغرافیایی ۲۲ تا ۳۲ درجه شرقی و عرض جغرافیایی ۶۰ تا ۷۰ درجه شمالی قرار دارد. فنلاند از شمال با نروژ، از شرق با روسیه، از غرب با سوئد همسایه است. خلیج بوتنی در غرب، خلیج فنلاند در جنوب و دریای بالتیک در جنوب غربی آن قرار دارد. هلسینکی در جنوبی‌ترین نقطه کشور قرار دارد اما از همه پایتخت‌های جهان به شمال نزدیکتر است. فاصله هلسینکی تا سرحد شمالی کشور در حدود ۱۱۲۰ کیلومتر است. مرز شمالی فنلاند نزدیک به انتهای جنوبی آب‌دره‌های سواحل اقیانوس منجمد شمالی است اما خود آب‌دره‌ها در باریکه‌ای از خاک نروژ قرار گرفته‌اند. فنلاند به اقیانوس منجمد شمالی راه ندارد.
فنلاند سرزمینی است پَست، مشتمل بر چندین دریاچه (معروف به کشور هزار دریاچه با پوشش ۱۰ درصد از مساحت کل کشور) و ۸۶ درصد کشور پوشیده از جنگل‌های توندرا و تایگا است. رشته کوه‌های آن اغلب در نیمه شمالی واقع شده‌اند. بزرگ‌ترین دریاچه فنلاند سایمای بزرگ نام دارد که ۴۳۷۷ کیلومتر مربع مساحت آن است. طولانی‌ترین رود فنلاند نیز کمی‌یوکی با ۴۸۳ کیلومتر درازا است.

این کشور ۲۰۰۰۰ جزیره با وسعتی بیش از ۱۰۰۰۰۰ کیلومتر مربع دارد. تابستان فنلاند بسیار درخشنده و گرم و کوتاه و زمستان آن بسیار تاریک، سرد و طولانی است. در لاپلند در شمال فنلاند به مدت دو ماه تمام در زمستان خورشید طلوع نمی‌کند و در تابستان نیز دو ماه غروب آفتاب وجود ندارد.
قرار داشتن یک سوم از خاک فنلاند در بالای مدار شمالگان، این کشور را پس از ایسلند، به شمالی‌ترین کشور جهان مبدل ساخته است. در شمالی‌ترین نقطه فنلاند تابستان‌ها خورشید برای ۷۳ روز غروب نمی‌کند و همه ۲۴ ساعت روز هوا روشن است. در زمستان نیز ۵۱ روز خورشید طلوع نمی‌کند. به علت نامساعد بودن آب و هوای شمال فنلاند، جمعیت بسیار کمی در این مناطق زندگی می‌کند.
خاک خوب در این کشور کم است. در زمان‌های بسیار قدیم در عصر یخبندان، یخ پهنه‌های خاک این سرزمین را کنده و برده و در بسیاری مناطق جز سنگ خارا چیزی بر جای نمانده است. بخشی از زمین‌های فنلاند مردابی است. تابستان‌های این کشور کوتاه است اما در عوض روزهای تابستان آن بسیار طولانی است. به همین جهت کشاورزان فنلاند در همان مقدار زمین کشاورزی خود خوب عمل می‌کنند. محصولات کشاورزی آن‌ها عبارت است از جو دوسر، سیب‌زمینی، گندم و جو. بسیاری از روستاهای فنلاند روستاهای لبنیاتی است. اقلیم فنلاند برای روییدن علف مناسب‌تر است تا برای غلات. چند سده است که جماعتی از مردم فنلاند ماهیگیری می‌کنند ولی چوب فنلاند منبع مهم ثروت طبیعی آن کشور به‌شمار می‌آید. سه چهارم مساحت کشور را جنگل فرا گرفته است.

## سیاست
نظام سیاسی فنلاند جمهوری است که بر اساس مجلس اداره می‌شود. رئیس‌جمهور مسئول معرفی نخست‌وزیر است و کابینه را نخست‌وزیر اداره می‌کند. نخست‌وزیر و کابینه‌اش باید بتوانند از مجلس رأی اعتماد بگیرند.
مجلس این کشور ۲۰۰ کرسی دارد که نمایندگان آن برای دوره‌ای چهار ساله انتخاب می‌شوند. رئیس‌جمهور که مسئولیت اصلیش هدایت سیاست‌های خارجی است، هر شش سال یکبار توسط انجمن انتخاباتی برگزیده می‌شود.
سن رأی در این کشور ۱۸ سالگی است و رأی دادن حق عمومی است.
در حال حاضر سائولی نینیسته رئیس‌جمهور این کشور است که در سال ۲۰۱۲ به ریاست جمهوری انتخاب شد. نخست‌وزیر فنلاند سانا مارین است که در سال ۲۰۱۹ به این سِمت برگزیده شد.

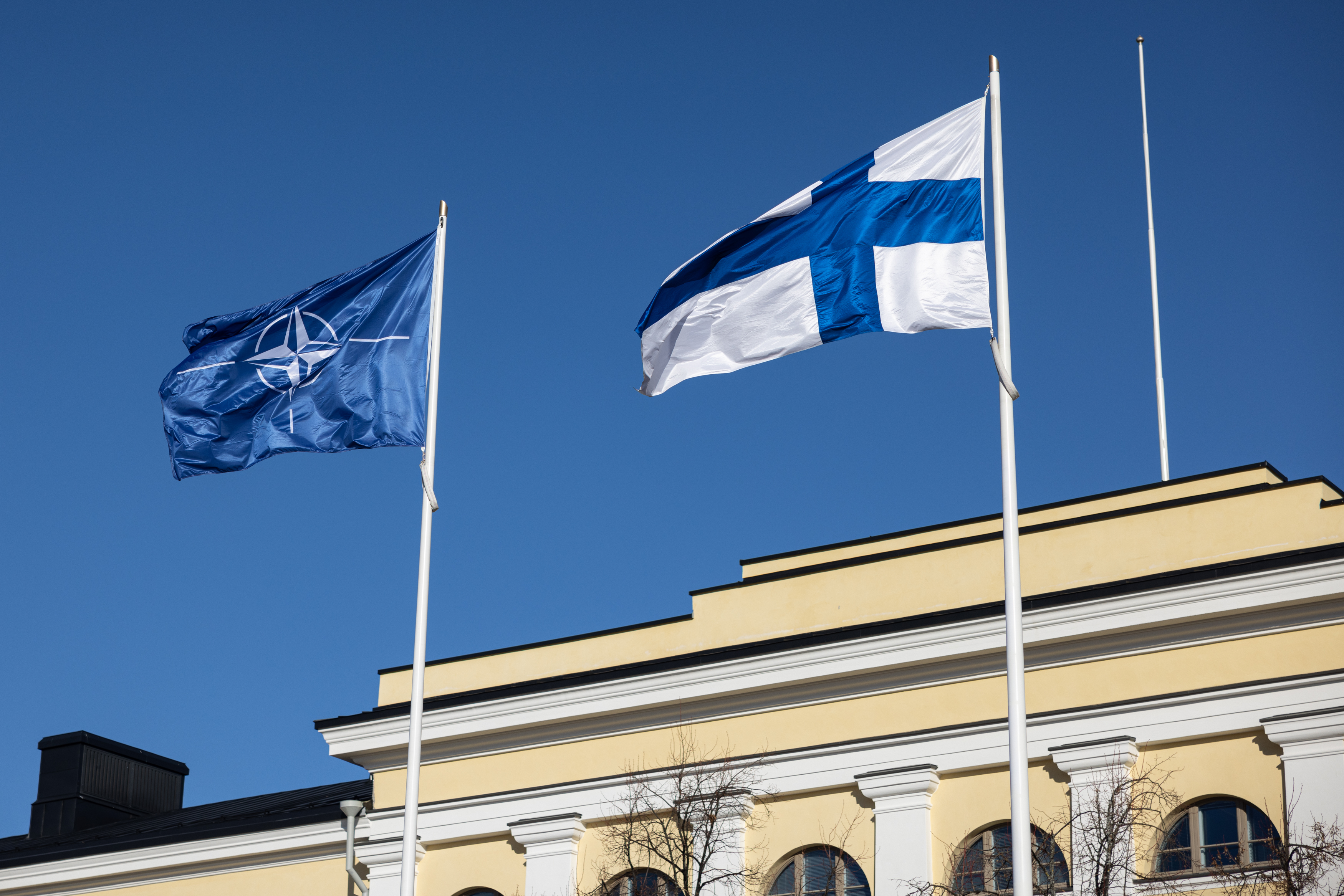
عضویت فنلاند در ناتو

مقام‌های فنلاند با جدیت بیشتری در حال بررسی پیوستن کشورشان به ائتلاف نظامی ناتو به رغم هشدارهای روسیه هستند. فنلاند از سال ۱۹۹۴ در برنامه مشارکت برای صلح ناتو شرکت کرده و از آن زمان تاکنون به شکلی مداوم مشارکت‌هایش در این سازمان را افزایش داده است. فنلاند مدت زیادی است که شرط تعیین شده از سوی ناتو برای هزینه‌کرد دو درصد تولید ناخالص داخلی در بودجه دفاعی را عملی کرده است و در قابلیت‌های دریایی و هوایی سرمایه‌گذاری‌های هنگفت کرده است. اخیراً یک نظرسنجی نشان داد که ۲۱ درصد فنلاندی‌ها از پیوستن به ناتو حمایت می‌کنند در حالی که ۵۱ درصد با آن مخالف هستند و ۲۸ درصد نیز بی‌طرفی را ترجیح می‌دهند.
دولت فنلاند ساخت شبکه پناهگاه‌ها و تونل‌های زیرزمینی شهر هلسینکی به طول ۲۰۰ کیلومتر را برای استفاده مردم در شرایط جنگی و برای مقابله با تهدیدهای احتمالی روسیه تکمیل کرده است. مقام‌های فنلاند از آن بیم دارند که در صورت تنش روسیه با کشورهای غربی، مورد حمله ارتش روسیه قرار گیرند.

### ساختار حکومتی و روابط سه قوّه در فنلاند

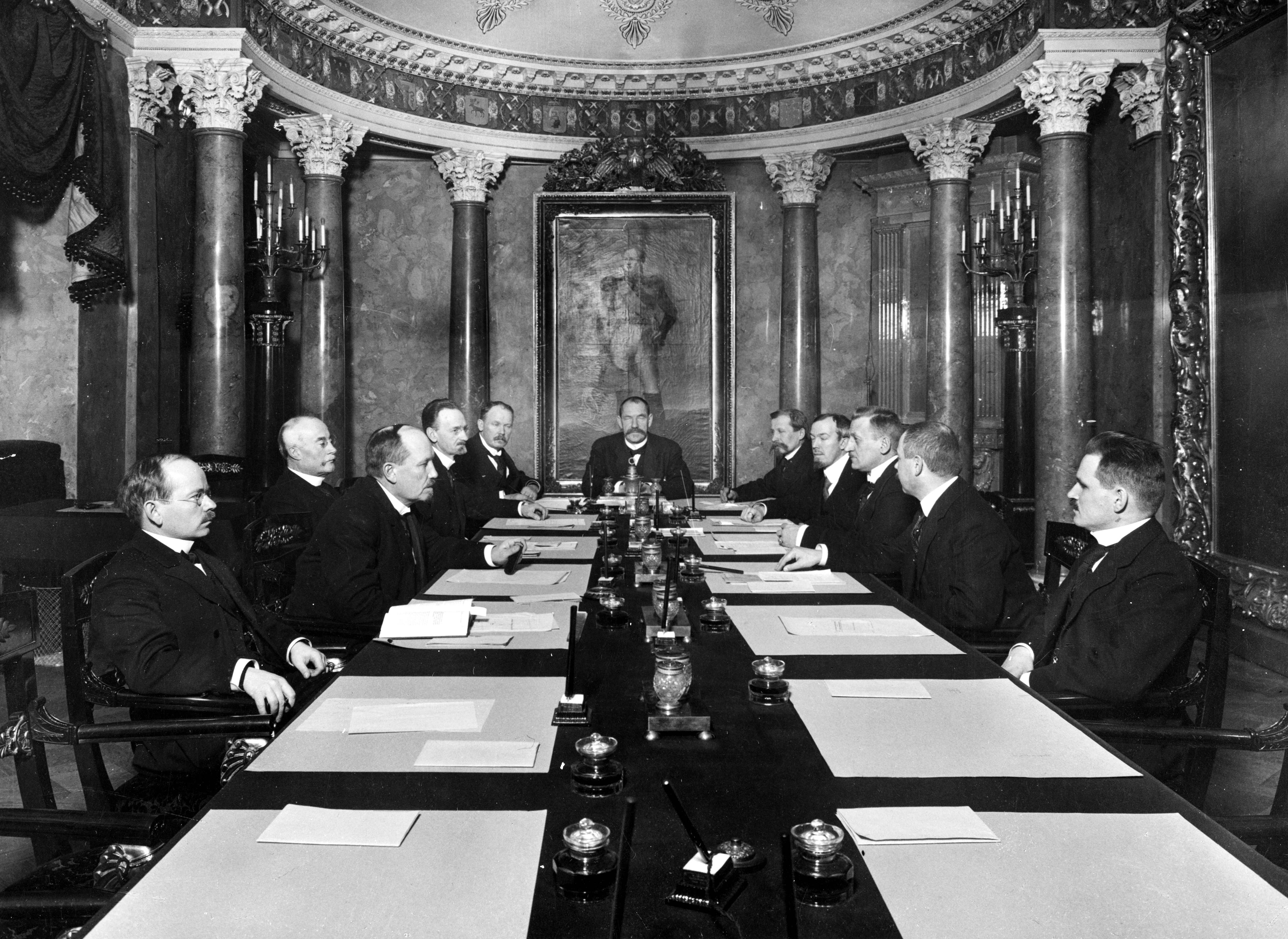
مجلس فنلاند در سال ۱۹۱۷

از میان کشورهای سرزمین‌های نوردیک، دو کشور ایسلند و فنلاند دارای سیستم حکومت جمهوری و دیگران سلطنتی هستند. البته فنلاند در یک مرحله از تاریخ به استقرار نظام سلطنتی نزدیک شده بود و آن هنگامی بود که در سال ۱۹۱۸ شاهزادهٔ آلمانی به عنوان پادشاه فنلاند انتخاب گردید؛ اما به علت جنگ جهانی دوم هرگز موفق نشد پا به خاک فنلاند بگذارد؛ بنابراین، اکثر مردم فنلاند طی انجام یک همه‌پرسی به نظام جمهوری رأی دادند. با وجود این، در قانونِ اساسی فنلاند همچنان رگه‌هایی از نظام سلطنتی باقی ماند و آن بدین معنی است که به رئیس‌جمهور قدرت واقعیِ بیشتری نسبت به بسیاری از جمهوری‌های دیگر اروپا داده شد. قدرت رئیس‌جمهوری فنلاند خیلی بیشتر از پادشاهان سوئد، هلند و انگلستان است و شاید قابل قیاس نیز نباشد. رئیس‌جمهور فنلاند قادر است پارلمان را منحل نموده و پیرامون انتخابات جدید تصمیم بگیرد. تصمیم‌گیری در سیاست خارجی فنلاند به عهده رئیس‌جمهور است. وی فرمانده نیروهای مسلح به هنگام صلح می‌باشد. او همچنین تمامی مقامات ارشد کشور را منصوب می‌نماید.
تعداد دوره‌های ریاست‌جمهوری فنلاند طبق متمّم قانون‌اساسی که از اکتبر ۱۹۹۱ به مورد اجراء درآمد و در ژوئیه سال ۱۹۹۱ از سوی پارلمان به تصویب رسید، مقرر گردید رئیس‌جمهور فنلاند:
۱. مستقیماً با رأی مردم انتخاب گردد. پیش از این توسط ۳۰۰ نفر از نمایندگان ویژه انتخاب رئیس‌جمهور برگزیده می‌شد. این ۳۰۰ نفر را مردم برمی‌گزیدند.
1. رئیس‌جمهور فقط دو بار می‌تواند به این سمت انتخاب گردد.
2. برخی از اختیارات وی کاسته و بر اختیارات نخست‌وزیر افزوده گردید.
3. انحلال مجلس از سوی رئیس‌جمهور تنها به ابتکار موجه نخست‌وزیر و پس از شنیدن توضیحات رئیس مجلس و نظرات احزاب صورت خواهد گرفت.
4. رئیس‌جمهور پس از شنیدن اظهارات و دیدگاه‌های احزاب در پارلمان به انتخاب وزیران اقدام خواهد نمود.
5. دولت موظف است به هنگام تشکیل یا به هنگام وقوع از هر گونه تغییرات سیاسی قابل‌توجهی، برنامه سیاسی خود را به پارلمان تسلیم نماید و پس از گفتگو پیرامون بیانیه و برنامه سیاسی در پارلمان، دولت می‌باید رأی اعتماد حاصل نماید.

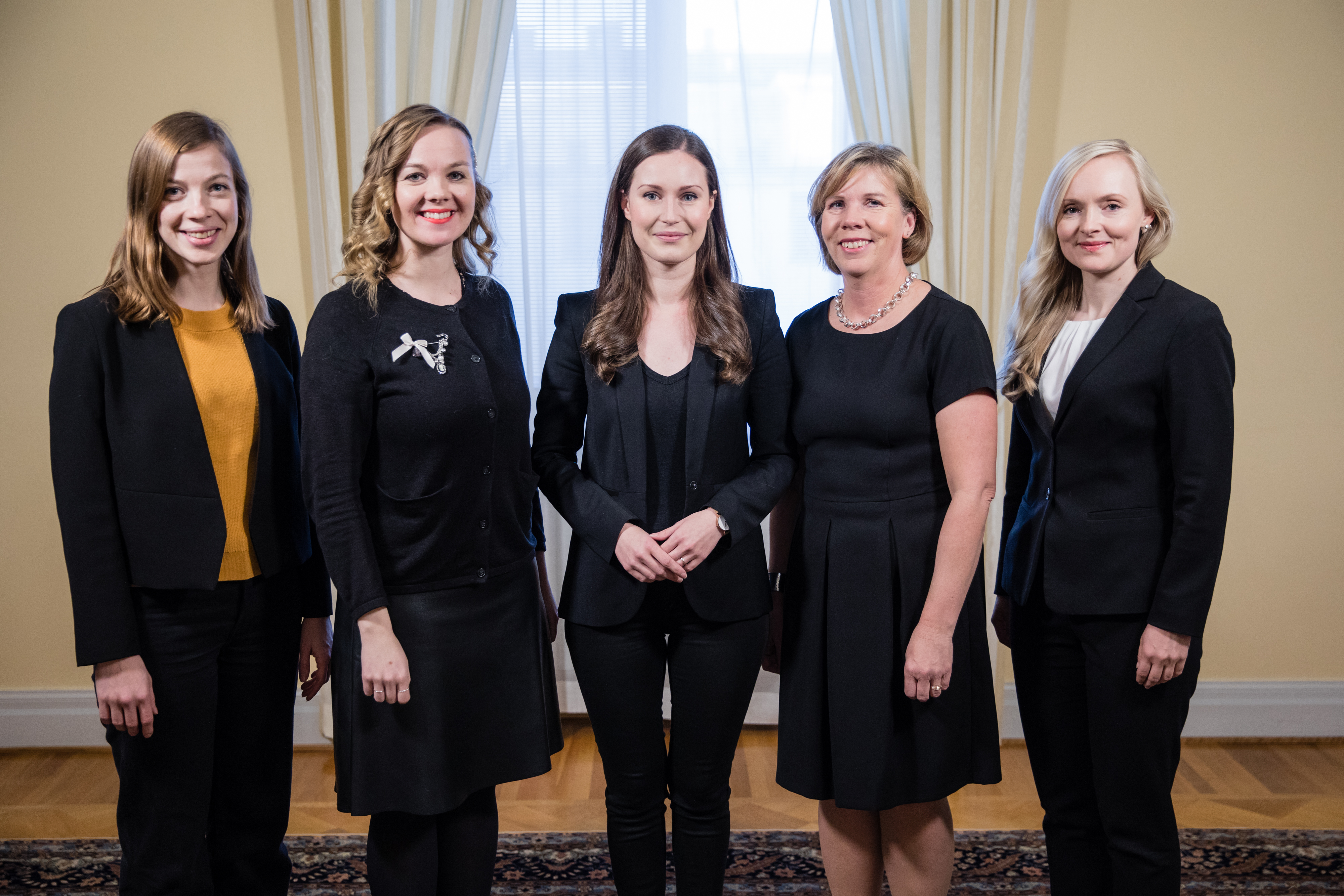
کابینه مارین

اصلاحات مزبور برای دهه‌ها است که مورد بحث و مجادله محافل سیاسی فنلاند واقع شده است. این گفتگوها سرانجام به نتیجه رسید و فنلاند به سوی یک سیستم با دموکراسی مستقیم گام گذاشت و مردم خود مستقیماً بالاترین مقام کشور را انتخاب خواهند کرد.
نقش پارلمان
پارلمان مهم‌ترین ارگان کشور فنلاند می‌باشد که دارای ۲۰۰ نماینده است. دولت منتصب رئیس‌جمهور باید رأی اعتماد کامل از پارلمان به‌دست‌آورد. مرجع قانون‌گذاری کشور پارلمان است که رئیس‌جمهور آن را به تصویب می‌رساند.
رئیس‌جمهور این قدرت را ندارد که از اجراء قوانینی که پارلمان وضع کرده جلوگیری نماید.
کمیته روابط خارجی فنلاند از فعالیت‌های بین‌المللی گسترده‌ای برخوردار است و معمولاً جوّ داخلی را جهت سیاست‌گذاری و تصمیم‌گیری مهیا می‌نماید.
به علت قدرت پارلمان، فنلاند از دیدگاه غرب یک کشور با سیستم حکومت جمهوری پارلمانی تلقی می‌گردد که عالی‌ترین نهادهای سیاسی آن رئیس‌جمهور و پارلمان می‌باشد.
پارلمان فنلاند از ۹ گروه پارلمانی برخوردار است که از نمایندگان هشت حزب تشکیل شده و گروه نهم پارلمانی از سبزها می‌باشند.

### قوّه قضائیّه

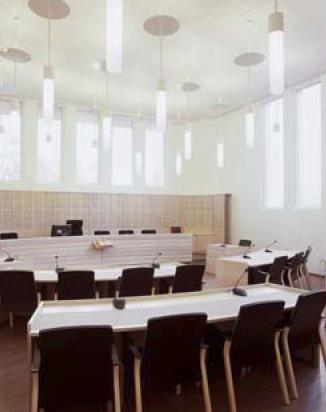
قوه قضاییه فنلاند در راسه‌پوری

قوّه قضائیّه فنلاند مستقل از قوای دیگر می‌باشد و این قوه از نهادهای وزارت دادگستری، دیوان‌عالی و دیوان‌عالی اداری برخوردار است. سیستم دادگستری فنلاند شامل دادگاه‌های عمومی جهت دادرسی شکایات و جرائم و نیز دیوان‌عالی به عنوان عالی‌ترین مرجع قضائی نظارت بر پایبندی قضات بر قانون، رفتار مجرمان قضایی و مقامات انتظامی می‌باشد.
دیوان‌عالی فنلاند مرکب از رئیس و تعدادی دادستان می‌باشد. آن دسته از موضوعات اداره قضائی که برطبق مواد خاص باید باز سوی دیوان‌عالی عمل گردد از قبل توسط وزارت دادگستری تهیه شده و جهت اجراء به دیوان‌عالی تسلیم می‌گردد.
دیوان‌عالی اداری فنلاند شامل رئیس و تعدادی دادستان ذی‌ربط می‌باشد. در صورت نیاز به تغییر قوانین قضائی یا نیاز به اصلاح و متمّم قوانین، دیوان‌عالی و دیوان‌عالی اداری مشترکاً پیشنهادهای مربوط را تسلیم رئیس‌جمهور نموده تا مقدمات قانون‌گذاری آن فراهم گردد.

## تقسیمات کشوری
| نشان                 | به فارسی            | به فنلاندی        | به سوئدی              | مرکز        | نقشه |
| -------------------- | ------------------- | ----------------- | --------------------- | ----------- | --- |
| Lapland              | لاپلند              | Lappi             | Lappland              | رووانیمی    | لاپلند اوستروبوتنیای شمالی کاینو کارلیای شمالی ساوونیای شمالی ساوونیای جنوبی اوستروبوتنیای جنوبی اوستروبوتنیا پیرکانما ساتاکونتا اوستروبوتنیای مرکزی فنلاند مرکزی فنلاند اصلی کارلیای جنوبی پی‌ینه تاواستیا تاواستیای اصلی اوسیما کیمنلاکسو جزایر الند |
| North Ostrobothnia   | اوستروبوتنیای شمالی | Pohjois-Pohjanmaa | Norra Österbotten     | اولو        | لاپلند اوستروبوتنیای شمالی کاینو کارلیای شمالی ساوونیای شمالی ساوونیای جنوبی اوستروبوتنیای جنوبی اوستروبوتنیا پیرکانما ساتاکونتا اوستروبوتنیای مرکزی فنلاند مرکزی فنلاند اصلی کارلیای جنوبی پی‌ینه تاواستیا تاواستیای اصلی اوسیما کیمنلاکسو جزایر الند |
| Kainuu               | کاینو               | Kainuu            | Kajanaland            | کایانی      | لاپلند اوستروبوتنیای شمالی کاینو کارلیای شمالی ساوونیای شمالی ساوونیای جنوبی اوستروبوتنیای جنوبی اوستروبوتنیا پیرکانما ساتاکونتا اوستروبوتنیای مرکزی فنلاند مرکزی فنلاند اصلی کارلیای جنوبی پی‌ینه تاواستیا تاواستیای اصلی اوسیما کیمنلاکسو جزایر الند |
| North Karelia        | کارلیای شمالی       | Pohjois-Karjala   | Norra Karelen         | یوئنسو      | لاپلند اوستروبوتنیای شمالی کاینو کارلیای شمالی ساوونیای شمالی ساوونیای جنوبی اوستروبوتنیای جنوبی اوستروبوتنیا پیرکانما ساتاکونتا اوستروبوتنیای مرکزی فنلاند مرکزی فنلاند اصلی کارلیای جنوبی پی‌ینه تاواستیا تاواستیای اصلی اوسیما کیمنلاکسو جزایر الند |
| North Savonia        | ساوونیای شمالی      | Pohjois-Savo      | Norra Savolax         | کووپیو      | لاپلند اوستروبوتنیای شمالی کاینو کارلیای شمالی ساوونیای شمالی ساوونیای جنوبی اوستروبوتنیای جنوبی اوستروبوتنیا پیرکانما ساتاکونتا اوستروبوتنیای مرکزی فنلاند مرکزی فنلاند اصلی کارلیای جنوبی پی‌ینه تاواستیا تاواستیای اصلی اوسیما کیمنلاکسو جزایر الند |
| South Savonia        | ساوونیای جنوبی      | Etelä-Savo        | Södra Savolax         | میکلی       | لاپلند اوستروبوتنیای شمالی کاینو کارلیای شمالی ساوونیای شمالی ساوونیای جنوبی اوستروبوتنیای جنوبی اوستروبوتنیا پیرکانما ساتاکونتا اوستروبوتنیای مرکزی فنلاند مرکزی فنلاند اصلی کارلیای جنوبی پی‌ینه تاواستیا تاواستیای اصلی اوسیما کیمنلاکسو جزایر الند |
| South Ostrobothnia   | اوستروبوتنیای جنوبی | Etelä-Pohjanmaa   | Södra Österbotten     | سینه‌یوکی    | لاپلند اوستروبوتنیای شمالی کاینو کارلیای شمالی ساوونیای شمالی ساوونیای جنوبی اوستروبوتنیای جنوبی اوستروبوتنیا پیرکانما ساتاکونتا اوستروبوتنیای مرکزی فنلاند مرکزی فنلاند اصلی کارلیای جنوبی پی‌ینه تاواستیا تاواستیای اصلی اوسیما کیمنلاکسو جزایر الند |
| Central Ostrobothnia | اوستروبوتنیای مرکزی | Keski-Pohjanmaa   | Mellersta Österbotten | کوکولا      | لاپلند اوستروبوتنیای شمالی کاینو کارلیای شمالی ساوونیای شمالی ساوونیای جنوبی اوستروبوتنیای جنوبی اوستروبوتنیا پیرکانما ساتاکونتا اوستروبوتنیای مرکزی فنلاند مرکزی فنلاند اصلی کارلیای جنوبی پی‌ینه تاواستیا تاواستیای اصلی اوسیما کیمنلاکسو جزایر الند |
| Ostrobothnia         | اوستروبوتنیا        | Pohjanmaa         | Österbotten           | واسا        | لاپلند اوستروبوتنیای شمالی کاینو کارلیای شمالی ساوونیای شمالی ساوونیای جنوبی اوستروبوتنیای جنوبی اوستروبوتنیا پیرکانما ساتاکونتا اوستروبوتنیای مرکزی فنلاند مرکزی فنلاند اصلی کارلیای جنوبی پی‌ینه تاواستیا تاواستیای اصلی اوسیما کیمنلاکسو جزایر الند |
| Pirkanmaa            | پیرکانما            | Pirkanmaa         | Birkaland             | تامپره      | لاپلند اوستروبوتنیای شمالی کاینو کارلیای شمالی ساوونیای شمالی ساوونیای جنوبی اوستروبوتنیای جنوبی اوستروبوتنیا پیرکانما ساتاکونتا اوستروبوتنیای مرکزی فنلاند مرکزی فنلاند اصلی کارلیای جنوبی پی‌ینه تاواستیا تاواستیای اصلی اوسیما کیمنلاکسو جزایر الند |
| Central Finland      | فنلاند مرکزی        | Keski-Suomi       | Mellersta Finland     | ییوسکیله    | لاپلند اوستروبوتنیای شمالی کاینو کارلیای شمالی ساوونیای شمالی ساوونیای جنوبی اوستروبوتنیای جنوبی اوستروبوتنیا پیرکانما ساتاکونتا اوستروبوتنیای مرکزی فنلاند مرکزی فنلاند اصلی کارلیای جنوبی پی‌ینه تاواستیا تاواستیای اصلی اوسیما کیمنلاکسو جزایر الند |
| Satakunta            | ساتاکونتا           | Satakunta         | Satakunda             | پوری        | لاپلند اوستروبوتنیای شمالی کاینو کارلیای شمالی ساوونیای شمالی ساوونیای جنوبی اوستروبوتنیای جنوبی اوستروبوتنیا پیرکانما ساتاکونتا اوستروبوتنیای مرکزی فنلاند مرکزی فنلاند اصلی کارلیای جنوبی پی‌ینه تاواستیا تاواستیای اصلی اوسیما کیمنلاکسو جزایر الند |
| Finland Proper       | فنلاند اصلی         | Varsinais-Suomi   | Egentliga Finland     | تورکو       | لاپلند اوستروبوتنیای شمالی کاینو کارلیای شمالی ساوونیای شمالی ساوونیای جنوبی اوستروبوتنیای جنوبی اوستروبوتنیا پیرکانما ساتاکونتا اوستروبوتنیای مرکزی فنلاند مرکزی فنلاند اصلی کارلیای جنوبی پی‌ینه تاواستیا تاواستیای اصلی اوسیما کیمنلاکسو جزایر الند |
| South Karelia        | کارلیای جنوبی       | Etelä-Karjala     | Södra Karelen         | لاپه‌انرانتا | لاپلند اوستروبوتنیای شمالی کاینو کارلیای شمالی ساوونیای شمالی ساوونیای جنوبی اوستروبوتنیای جنوبی اوستروبوتنیا پیرکانما ساتاکونتا اوستروبوتنیای مرکزی فنلاند مرکزی فنلاند اصلی کارلیای جنوبی پی‌ینه تاواستیا تاواستیای اصلی اوسیما کیمنلاکسو جزایر الند |
| Päijänne Tavastia    | پی‌ینه تاواستیا      | Päijät-Häme       | Päijänne Tavastland   | لاهتی       | لاپلند اوستروبوتنیای شمالی کاینو کارلیای شمالی ساوونیای شمالی ساوونیای جنوبی اوستروبوتنیای جنوبی اوستروبوتنیا پیرکانما ساتاکونتا اوستروبوتنیای مرکزی فنلاند مرکزی فنلاند اصلی کارلیای جنوبی پی‌ینه تاواستیا تاواستیای اصلی اوسیما کیمنلاکسو جزایر الند |
| Tavastia Proper      | تاواستیای اصلی      | Kanta-Häme        | Egentliga Tavastland  | همه‌انلینا   | لاپلند اوستروبوتنیای شمالی کاینو کارلیای شمالی ساوونیای شمالی ساوونیای جنوبی اوستروبوتنیای جنوبی اوستروبوتنیا پیرکانما ساتاکونتا اوستروبوتنیای مرکزی فنلاند مرکزی فنلاند اصلی کارلیای جنوبی پی‌ینه تاواستیا تاواستیای اصلی اوسیما کیمنلاکسو جزایر الند |
| Uusimaa              | اوسیما              | Uusimaa           | Nyland                | هلسینکی     | لاپلند اوستروبوتنیای شمالی کاینو کارلیای شمالی ساوونیای شمالی ساوونیای جنوبی اوستروبوتنیای جنوبی اوستروبوتنیا پیرکانما ساتاکونتا اوستروبوتنیای مرکزی فنلاند مرکزی فنلاند اصلی کارلیای جنوبی پی‌ینه تاواستیا تاواستیای اصلی اوسیما کیمنلاکسو جزایر الند |
| Kymenlaakso          | کومن‌لاکسو           | Kymenlaakso       | Kymmenedalen          | کوتکا       | لاپلند اوستروبوتنیای شمالی کاینو کارلیای شمالی ساوونیای شمالی ساوونیای جنوبی اوستروبوتنیای جنوبی اوستروبوتنیا پیرکانما ساتاکونتا اوستروبوتنیای مرکزی فنلاند مرکزی فنلاند اصلی کارلیای جنوبی پی‌ینه تاواستیا تاواستیای اصلی اوسیما کیمنلاکسو جزایر الند |
| Åland                | اُلند                | Ahvenanmaa        | Åland                 | ماریهام     | لاپلند اوستروبوتنیای شمالی کاینو کارلیای شمالی ساوونیای شمالی ساوونیای جنوبی اوستروبوتنیای جنوبی اوستروبوتنیا پیرکانما ساتاکونتا اوستروبوتنیای مرکزی فنلاند مرکزی فنلاند اصلی کارلیای جنوبی پی‌ینه تاواستیا تاواستیای اصلی اوسیما کیمنلاکسو جزایر الند |

## فرهنگ

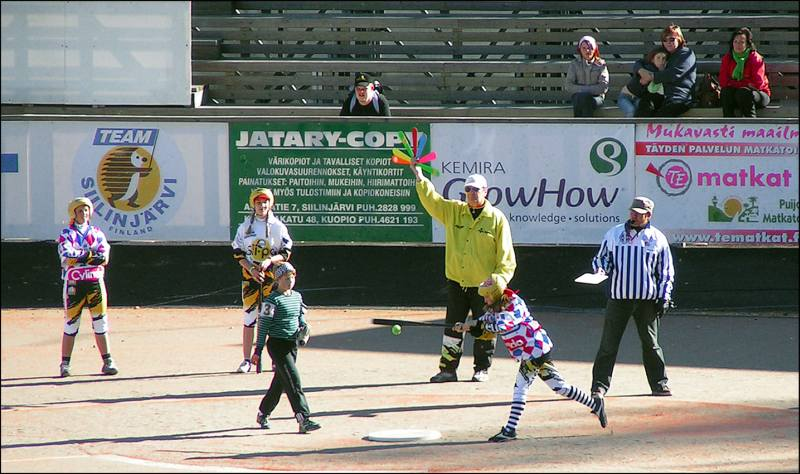
پساپالو شناخته‌شده به عنوان ورزش ملی در فنلاند

مهم‌ترین رویدادهای مهم تاریخی یا ورزشی در فنلاند «پاوو نورمی» و «لاسه ویرن» هستند. این کشور موفقیت‌های ورزشی مهمی در زمینه اتومبیل‌رانی و قهرمانی فرمول یک داشته است. «یاری لیتمانن» و «سامی هوپیا»، دو ستاره فوتبال این کشور هستند.
از شخصیت‌هایی فرهنگی فنلاند می‌توان به «ژان سیبلیوس» یا آهنگسازان معاصری چون «کایا ساریاهو» و «ماگنوس لینبرگ» و رهبران ارکستری مانند «پکا سالونن»، «یوکا پا ساراسته»، «ساکاری اورامو» و «اوسو وانسکا» را نام برد.
فنلاندی‌ها به فنلاندی بودن شرکت نوکیا و «لینوس توروالدز»، سازنده لینوکس افتخار می‌کنند. فنلاندی‌ها شدیداً علاقه‌مندند که هر‌چه در خارج در مورد آن‌ها می‌نویسند را بخوانند و همیشه نظر بازدیدکنندگان از فنلاند را دربارهٔ این کشور می‌پرسند.

## آموزش

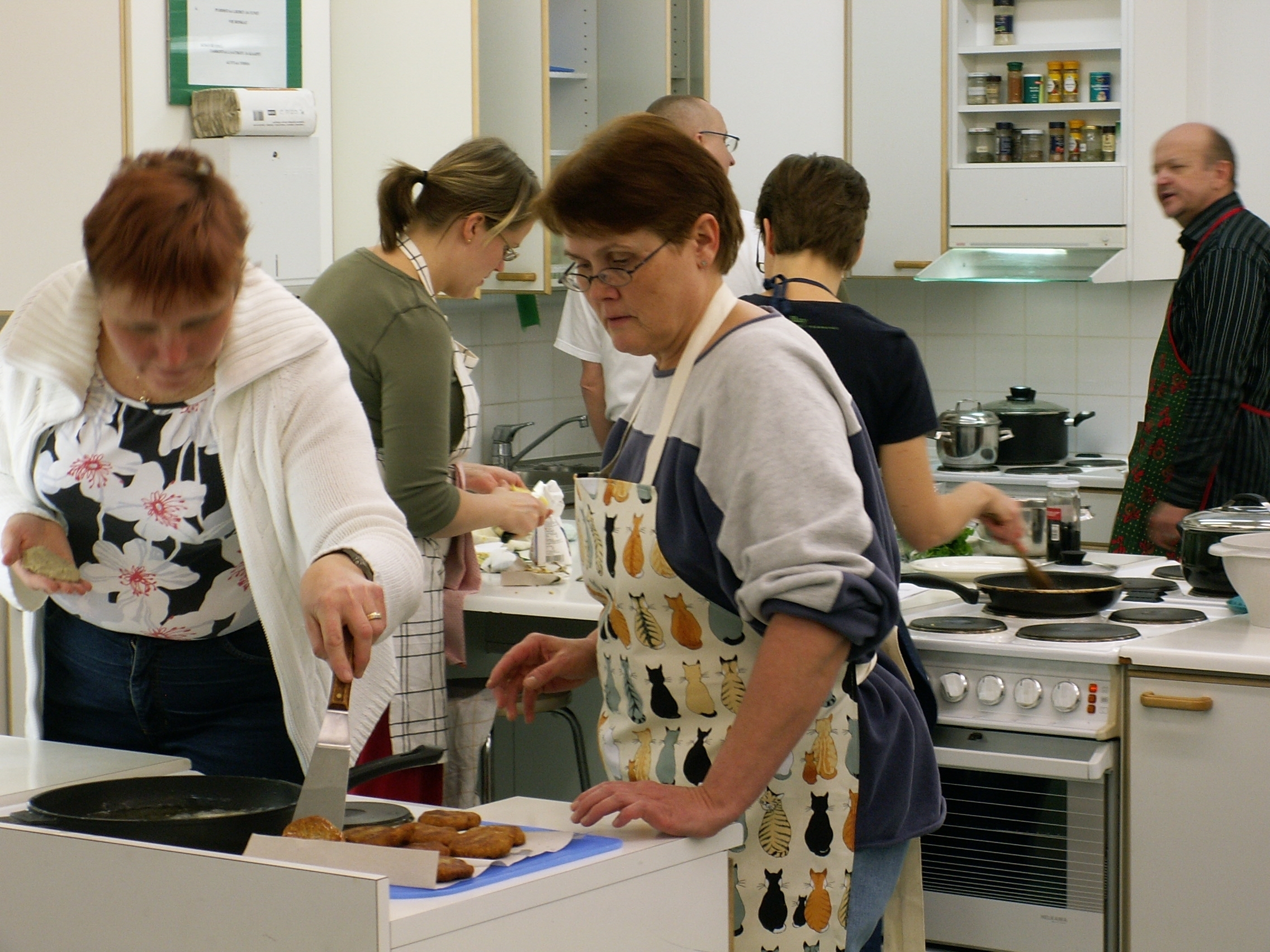
یک آموزشگاه خصوصی بزرگسالان در فنلاند

فنلاند به عنوان یکی از بهترین‌ها و شاید بهترین نظام آموزشی دنیا شناخته می‌شود. نظام آموزشی فنلاند سیستمی برابرطلب بدون هیچ گونه شهریه‌ای می‌باشد. در مدرسه به دانش آموزان تمام وقت نهار رایگان داده می‌شود. برنامه‌های آموزش پیش دبستانی که عمدتاً در مهدکودک‌ها به کودکان رده‌های سنی ۰ تا ۶ سال ارائه می‌گردد. علاوه براین، مراکز مراقبتی روزانه خانوادگی نیز جهت نگهداری و مراقبت از کودکان مادران شاغل دایر می‌باشند. کودکان رده‌های سنی ۶ تا ۷ سال نیز قادر به پیگیری آموزش خود در مراکز پیش دبستانی یا مدارس جامع می‌باشند. مدارس جامع، مدارسی می‌باشند که آموزش در آن ۹ سال به طول می‌انجامد. در این مدارس همچنین آموزش پیش دبستانی به کودکان رده سنی ۶ سال عرضه می‌گردد.
مقطع تکمیلی متوسطه LUKIO، که مدت زمان سه سال آموزش عمومی به طول انجامیده و سرانجام به آزمون نهایی سراسری منتهی می‌گردد. آموزش مقدماتی حرفه‌ای (آموزش ۳–۲ ساله) که در مدارس فنی وحرفه‌ای تخصصی یا چند رشته‌ای ارائه می‌شود. آموزش عالی فنی و حرفه‌ای (آموزش ۵–۳ سال) که معمولاً در دانشکده‌های تخصصی عرضه می‌گردد که می‌توان یا پس از مدرسه جامع یا پس از اتمام تحصیلات مقطع متوسطه در آن حضور یافت. مدارک کار آموزی دوره‌های مذکور به صورت روش جایگزین عرضه می‌شود.
به‌طور کلی می‌توان گفت که ساختار آموزشی کشور فنلاند بر ساختار ذیل استوار می‌باشد:
آموزش پایه
- نوع مدارس عرضه‌کننده این آموزش: مدارس جامع
- مدت برنامه: ۹ سال
- طی مقاطع سنی: ۷ تا ۱۶ سال
- گواهی‌نامه یا دیپلم اعطایی: گواهی فراغت از تحصیل

آموزش تکمیلی متوسطه
مدرسه عمومی است که به آزمون نهایی سراسری منتهی می‌شود. در این آزمون صلاحیت ورود به کلیه اشکال آموزش عالی تعیین می‌گردد.
- نوع مدارس عرضه‌کننده این آموزش: LUKIO/ GYMNASIET
- مدت برنامه: ۳ سال
- طی مقاطع سنی: ۱۶تا۱۹ سال
- گواهینامه یا دیپلم اعطایی: گواهی قبولی در آزمون نهایی

آموزش فنی و حرفه‌ای
- نوع مدارس عرضه‌کننده این آموزش: Ammatillinen Koulutus / Yrkesutbildning
- مدت برنامه: ۳ سال
- طی مقاطع سنی: ۱۶ تا ۱۹ سال
- گواهینامه یا دیپلم اعطایی:گواهی آموزش حرفه‌ای مقدماتی، گواهی آموزش حرفه‌ای پیشرفته، گواهی آموزش حرفه‌ای تخصصی

نظام آموزشی جدید
از سال ۲۰۱۶، تمام مدارس این کشور شمال اروپا نظام آموزشی جدید را با عنوان «یادگیری پدیده محور» در پیش خواهند گرفت. برای نمونه، دانش آموزان کلاس چهارم یک مدرسه علاقه دارند تا همراه با معلم‌های خود تاریخ تکامل تلفن‌های هوشمند را بررسی کنند. برای بررسی این موضوع، وقتی صحبت از این می‌شود که چرا مردم از تلفن همراه استفاده می‌کنند، ریاضیات و آمار به کار گرفته می‌شوند و برای فهمیدن اینکه پیامک چگونه شیوه نگارش مردم را تغییر داده پای ادبیات به میان می‌آید. به این ترتیب، دانش‌آموزان به سرعت با موضوع ارتباط برقرار می‌کنند.

## اقتصاد
با اینکه فنلاند به‌عنوان یکی از کشورهای عضو منطقه یورو به‌صورت رسمی در رکود اقتصادی به سر می‌برد، ولی وضع اقتصاد این کشور بهتر از سایر کشورهای منطقه یورو است. اقتصاد فنلاند وابستگی فراوانی به صادرات دارد و بحران اقتصادی سایر کشورهای اروپایی تأثیر زیادی روی صادرات این کشور گذاشته است. فنلاند تنها کشور منطقه یورو است که بر اساس اعلام سه نهاد مطرح مالی در زمینه اعتبار و درستی‌سنجی، از وضع باثبات (AAA) برخوردار است.
بدهی‌های دولت در فنلاند تقریباً نصف بدهی‌های حوزه یورو است.
بحران بدهی‌ها، دست‌کم در سال ۲۰۱۲ میلادی مهم‌ترین موضوعی بود که بر مبارزات انتخابات ریاست جمهوری فنلاند سایه افکند. فنلاند یکی از کشورهای حوزه پولی یورو است که بحران جهانی اقتصاد آن را بی‌نصیب نگذاشت. صادرات این کشور که ۴۵ درصد تولید ناخالص داخلی را تشکیل می‌دهد در سال ۲۰۰۹، ۳۲ درصد کاهش یافت.
از نظر شاخص فساد اقتصادی، فنلاند (به همراه کشورهای دیگری همچون دانمارک و نیوزیلند) سال‌های زیادی به عنوان کشور نمونه که کمترین فساد اقتصادی را داشته، معرفی شده است. دو میلیون و ۶۸ هزار نیروی کار در این کشور وجود دارد و نرخ بیکاری در آن ۶٫۶ درصد است. نرخ تورم فنلاند در سال ۲۰۰۷ میلادی ۲٫۷ درصد بود.
تولید ناخالص داخلی فنلاند ۱۸۵٫۹ میلیارد دلار است که ۲٫۵ درصد آن در بخش کشاورزی، ۳۱٫۷ درصد آن در بخش صنعت و ۶۵٫۹ درصد آن در بخش خدمات تولید می‌شود. صادرات این کشور شامل ماشین‌آلات و تجهیزات، مواد شیمیایی، آهن‌آلات، الوار، کاغذ و خمیر کاغذ است که به کشورهای آلمان (۱۱٫۳ درصد)، سوئد (۱۰٫۵ درصد)، روسیه (۱۰٫۱ درصد)، بریتانیا (۵٫۶ درصد)، ایالات متحده آمریکا (۶٫۵ درصد) و هلند (۵٫۱ درصد) صادر می‌شود. واردات این کشور شامل مواد غذایی، نفت خام و فراورده‌های آن، مواد شیمیایی، تجهیزات حمل و نقل، آهن و فولاد، ماشین‌آلات، پارچه و الیاف پارچه و پشم است که از کشورهای آلمان (۱۵٫۶ درصد)، روسیه (۱۴ درصد)، سوئد (۱۳٫۷ درصد)، هلند (۶٫۶ درصد)، چین (۵٫۴ درصد)، بریتانیا (۴٫۷ درصد) و دانمارک (۴٫۵ درصد) است.

## مردم

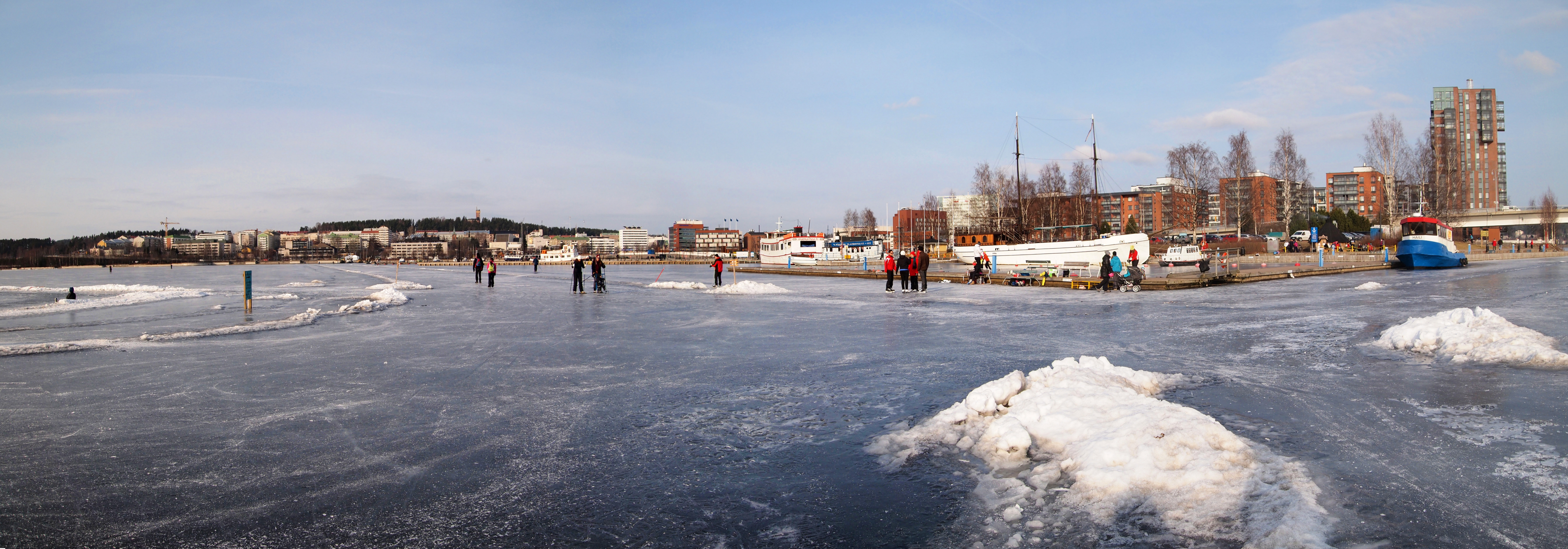
دریاچه یخ زده

جمعیت فنلاند پنج میلیون و ۴۷۵ هزار است که میانگین سنی آن‌ها ۴۱٫۶ سال است. امید به زندگی برای زنان ۸۲٫۳۱ سال و برای مردان ۷۵٫۱۵ سال است. کمتر از ۰٫۱ درصد از جمعیت این کشور (حدود هزار و پانصد نفر) به بیماری ایدز مبتلا هستند. ۹۳٫۴ درصد از جمعیت آن فینی، ۵٫۷ درصد سوئدی و ۰٫۴ درصد روسی هستند. بقیه از تبارهای استونیایی، کولی‌های اروپا و سامی هستند. ۸۴٫۲ درصد از جمعیت آن مسیحی و پیرو کلیسای لوتری فنلاند هستند. ادیان اسلام و یهود نیز به ویژه میان مهاجران فنلاند رایج است. همچنین بخشی از مردم این کشور بی‌دین می‌باشند.
بیشتر مردم فنلاند به زبان فنلاندی که از زبان‌های فینو اوگریایی است صحبت می‌کنند. این زبان که تا حدودی با زبان مجاری نیز نزدیکی دارد و به همراه زبان‌های استونیایی، مجاری و مالتی، زبان‌های رسمی غیر هندواروپایی اتحادیه اروپا می‌باشند.
گاهی فنلاند را به دلیل تناسبات فرهنگی زیاد با کشورهای سوئد، نروژ و دانمارک، در رده کشورهای اسکاندیناوی قرار می‌دهند که گذشته آن‌ها به وایکینگ‌ها برمی‌گردد.

## بوروکراسی و فرآیندهای قانونی مهاجرت[۲۱]
مهاجرت به هر کشور جدیدی مستلزم پشت سر گذاشتن مراحل اداری و قانونی خاصی است. در مورد فنلاند، گرچه سیستم اداری این کشور به شفافیت و عدم فساد شهرت دارد، اما نباید انتظار داشت همه چیز سریع و بدون کاغذبازی جلو برود. قبل از هر چیز، برای ورود و اقامت قانونی در فنلاند نیاز به دریافت ویزا یا مجوز اقامت متناسب با هدف خود دارید.
اکثر افراد که به فنلاند مهاجرت می‌کنند، از طرقی مانند ویزاهای کاری، تحصیلی یا پیوستن به خانواده اقدام می‌نمایند. هر یک از این مسیرها مدارک و شرایط خود را دارد؛ مثلاً برای ویزای کار باید پیشنهاد شغلی از یک کارفرما در فنلاند داشته باشید، یا برای ویزای تحصیلی داشتن پذیرش دانشگاه و تمکن مالی الزامی است.
مراحل اخذ اقامت ممکن است چند ماهی به طول بیانجامد. پس از ارسال مدارک به سفارت یا اداره مهاجرت فنلاند (که به Migri معروف است), باید منتظر بررسی پرونده خود بمانید. خوشبختانه پیگیری امور از طریق سیستم‌های آنلاین مقدور است و نیازی به مراجعه حضوری مکرر نیست. اما در هر حال، صبر و حوصله جزئی از ملزومات کارهای اداری مهاجرت است.
پس از ورود به فنلاند نیز کارهای اداری دیگری پیش روی شماست: ثبت محل اقامت در اداره جمعیت، دریافت شماره شناسایی فنلاندی (که برای باز کردن حساب بانکی، اجاره خانه و بسیاری امور دیگر ضروری است), ثبت نام در اداره مالیات، و احتمالا درخواست برای کارت اقامت فیزیکی. خبر خوب اینکه بسیاری از این امور به صورت الکترونیکی یا با یک یا دو بار مراجعه حضوری قابل انجام هستند و دولت فنلاند تلاش کرده فرآیندها را برای تازه‌واردان ساده‌سازی کند.
از منظر یک مهاجر، بوروکراسی فنلاند شاید کمی خشک و رسمی ولی منظم و قانون‌مند به نظر برسد. برخلاف برخی کشورها، در اینجا انعطاف خارج از چارچوب قوانین وجود ندارد (نه می‌توان با پول مسیر را دور زد نه پارتی‌بازی جواب می‌دهد). بنابراین بهتر است از قبل همه مدارک لازم را آماده کنید و دستورالعمل‌ها را مو به مو دنبال نمایید تا درگیر رفت و برگشت‌های اداری نشوید.
یکی از نکات مثبت مهاجرت به فنلاند از نظر قانونی این است که با داشتن اقامت فنلاند، شما در واقع عضو منطقه شنگن و اتحادیه اروپا خواهید شد. به بیان دیگر، دارنده کارت اقامت فنلاند (موقت یا دائم) می‌تواند بدون نیاز به ویزای جداگانه به کشورهای اروپایی عضو شنگن سفر کوتاه‌مدت داشته باشد. این برای افرادی که دوست دارند در زمان تعطیلات به گشت‌وگذار در اروپا بپردازند یک مزیت جالب محسوب می‌شود.

## زبان‌های رایج در فنلاند
| زبان          | ۱۹۹۰      | ۲۰۰۰      | ۲۰۱۰      |
| ------------- | --------- | --------- | --------- |
| فنلاندی       | ۴٬۶۷۴٬۰۹۵ | ۴٬۷۸۷٬۲۵۹ | ۴٬۸۵۶٬۵۲۹ |
| سوئدی         | ۲۷۳٬۴۹۵   | ۲۶۷٬۴۸۸   | ۲۶۵٬۹۸۲   |
| سامی          | ۱٬۷۳۴     | ۱٬۷۳۴     | ۱٬۸۳۲     |
| زبان‌های خارجی | ۲۴٬۵۵۰    | ۹۸٬۸۵۸    | ۲۲۲٬۹۲۶   |
| روسی          | ۳٬۸۸۴     | ۲۸٬۱۷۹    | ۵۴٬۵۴۶    |
| استونیایی     | ۱٬۳۹۴     | ۱۰٬۱۵۳    | ۲۸٬۳۵۵    |
| سومالی        | ۰         | ۶٬۴۵۴     | ۱۲٬۹۸۵    |
| انگلیسی       | ۳٬۵۱۸     | ۶٬۸۵۰     | ۱۲٬۷۵۸    |
| عربی          | ۱٬۱۳۳     | ۴٬۸۷۵     | ۱۰٬۳۷۹    |

## ارتباطات
سیستم تلویزیون در فنلاند پیشرفته است. در حال حاضر تمامی شبکه‌ها و کانال‌های تلویزیونی در این کشور دیجیتال است و آخرین سیستم آنالوگ از رده خارج شده است.
بر طبق قانون اساسی فنلاند، هر شهروندی حق انتشار مطالب چاپی را دارد. روزنامه‌ها را بخش خصوصی اداره می‌کند و تأثیر زیادی در آرای سیاسی دارد.
در فنلاند یک میلیون و ۹۲۰ هزار خط تلفن ثابت و پنج میلیون و ۶۷۰ هزار خط تلفن همراه و دو میلیون و ۳۲۳ هزار میزبان اینترنتی و دو میلیون و ۹۲۵ هزار کاربر اینترنت وجود دارد.

## یادداشت
1. ↑  شامل سوئدی زبان‌های فنلاند، کولی‌ها و سامی‌ها.